# Enver Hadžihasanović
Enver Hadžihasanović (7. července 1950 – 16. prosince 2024) byl bosenský voják, náčelník generálního štábu armády Republiky Bosna a Hercegovina a odsouzený válečný zločinec.

## Život
Hadžihasanović se narodil ve Zvorniku roku 1950 v SR Bosna a Hercegovina. V roce 1973 absolvoval vojenskou akademii v Bělehradě. Poté byl převelen na vojenská stanovistě v Tuzle a Sarajevu. Jako kapitán první třídy vedl velení na vojenské akademii v Bělehradě. Po uzavření školy mu byla udělena hodnost majora a v roce 1988 velel praporu vojenské policie 7. armády. Po čase mu bylo svěřeno velení 49. motorizované brigády. Tato brigáda byla později přeměněna na mechanizovanou brigádu; na konci roku 1989 byl velitelem této brigády v hodnosti podplukovníka.
Začátkem dubna 1992 byl Hadžihasanović Jugoslávskou lidovou armádou odsouzen k vojenskému domácímu vězení v Sarajevu, a poté JNA opustil.
Po odchodu z JNA vstoupil do sil teritoriální obrany Republiky Bosna a Hercegovina (TO RBiH). 14. listopadu 1992 se stal velitelem 3. sboru armády Republiky Bosna a Hercegovina (ARBiH). Tuto funkci zastával do 1. listopadu 1993, kdy se stal výměnným náčelníkem štábu vrchního velení ARBiH.
Po válce od roku 1996 do roku 2000, kdy odešel do výslužby, byl Hadžihasanović členem sboru náčelníka štábu armády Federace Bosny a Hercegoviny.

## Válečné zločiny
Hadzihasanović byl shledán vinným z toho, že nezabránil smrti válečného zajatce a krutému zacházení na základě vyšší trestní odpovědnosti a odsouzen k pěti letům vězení. Proti prvoinstančnímu rozsudku se odvolal a v červnu 2007 byl předběžně propuštěn na svobodu až do rozsudku odvolacího senátu. Mezinárodní trestní tribunál OSN pro bývalou Jugoslávii (ICTY) mu 22. dubna 2008 snížil trest na 3½ roku.